# Croce degli Angeli
La Croce degli Angeli è una croce-reliquiario in forma di croce greca, che si trova nella Camera Santa della Cattedrale del Santo Salvatore di Oviedo, nel Principato delle Asturie in Spagna.
Fu realizzata agli inizi del IX secolo e, secondo un'iscrizione presente sul retro della stessa, nell'anno 808 venne donata alla cattedrale di Oviedo da Alfonso II il Casto, re delle Asturie.
La Croce degli Angeli appare nello scudo di Oviedo e in quelli di altri municipii asturiani come Langreo, San Martín del Rey Aurelio, Boal e Quirós.

## Storia
Numerosi autori segnalano la possibilità che il re avesse donato la croce in occasione della consacrazione del nuovo tempio, dedicato al Santo Salvatore, nella città di Oviedo.
Vari autori hanno collegato la leggenda sulla sua origine, secondo la quale la croce fu realizzata da due angeli che assunsero le sembianze di pellegrini, con una realtà nascosta che, a loro avviso, potrebbe celarsi dietro la leggenda. Detta realtà sarebbe stata, secondo l'opinione di diversi esperti, che la Croce degli Angeli non corrisponde, né per la tecnica con la quale è stata realizzata, né per la sua tipologia, alle croci elaborate dagli orafi visigoti, ma sarebbe simile a modelli di croci lombarde, realizzate nel nord Italia tra il VII e IX secolo. Secondo questa teoria, la croce sarebbe stata realizzata da artisti di provenienza lombarda, che possibilmente si sarebbero recati nel regno delle Asturie su richiesta dell'imperatore Carlo Magno, che intratteneva salde relazioni con Alfonso II delle Asturie. In questo modo sarebbe spiegata la sparizione degli angeli, che scomparvero dopo la realizzazione della croce, come un ritorno ai loro luoghi di origine.
Nel 1934, durante la Rivoluzione delle Asturie, la Camera Santa di Oviedo venne danneggiata dai rivoluzionari, e le reliquie e gli oggetti lì conservati, incluse la Croce degli Angeli, l'Arca Santa e la Cassa delle agate, vennero danneggiati e dovettero essere restaurati nel 1942. Tuttavia, il restauro è stato considerato, da diversi storici, come uno stupro dei principi archeologici, artistici e storici, poiché, in alcuni casi, i danni sono stati riparati senza prendere le precauzioni che successivamente permettessero di differenziare gli elementi originali da quelli aggiunti.
Nel 1977 venne perpetrato un furto nella Cattedrale di Oviedo. La Croce degli Angeli fu sottratta e successivamente recuperata. A causa dei gravi danni subiti, dovette essere restaurata dalla Commissione per la restaurazione dei Gioielli Storici della Camera Santa della Cattedrale di Oviedo, creata per riparare i danni causati dal furto del 1977. La commissione, dopo il restauro, consegnò la Croce degli Angeli e la Cassa delle agate alla cattedrale il 14 settembre 1985, e entrambi gli oggetti tornarono nella Camera Santa di Oviedo.

### Leggenda sulla sua origine
Una leggenda, raccolta nella sua opera dal vescovo Lucas de Tuy, riferisce che Alfonso II il Casto, re delle Asturie, era desideroso di donare una croce d'oro e pietre preziose alla chiesa del Santo Salvatore di Oviedo, e che un giorno, dopo aver assistito alla messa, e dopo essere giunto al palazzo reale, ebbe un'apparizione nella quale due angeli, sotto forma di pellegrini, lo informarono che erano degli orafi. Il re, secondo la leggenda, diede loro oro e pietre preziose, e fornì loro una casa perché potessero lavorare indisturbati. Tuttavia, voleva scoprire a che tipo di individui avesse dato il suo oro e le pietre preziose, e così inviò diverse persone, una dopo l'altra, per vedere cosa stavano facendo.
I servi del re, giunti alla casa dove lavoravano gli orafi, osservarono che all'interno c'era un grande bagliore che impediva loro di contemplare ciò che vi stava accadendo, e andarono ad informare il re, che si recò nella casa e la trovò vuota, anche se c'era una croce che brillava luminosa. Alfonso II il Casto prese la croce e, secondo la leggenda, la portò nella chiesa del Santo Salvatore, dove la depose sull'altare.
Detta leggenda ha fatto sì che la croce fosse chiamata la Croce degli Angeli.

## Descrizione

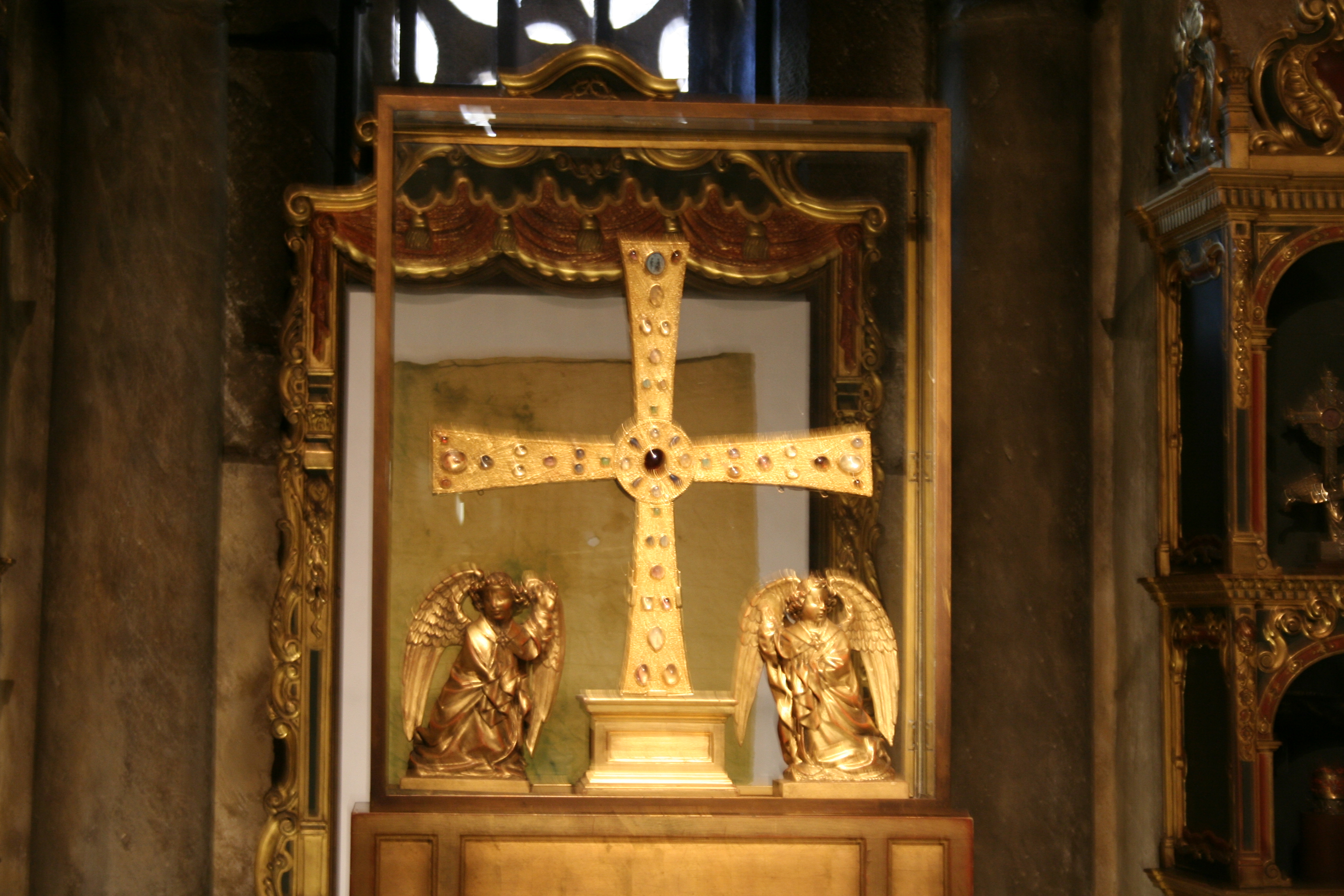
La Croce degli Angeli. (Camera Santa di Oviedo).

La Croce degli Angeli è una croce greca. La lunghezza delle sue quattro braccia è quasi identica, e tutte partono da un disco collocato nel centro della croce. Le misure sono di 465 mm. di altezza per 450 larghezza e 25 di spessore. Il peso è di 1.765 grammi e il disco centrale misura 85 mm. di diametro.
È formata da due pezzi di legno di ciliegio selvatico, uniti al centro della croce mediante un disco centrale, ricoperto da una sottile lamina d'oro trattenuta da piccoli chiodi anch'essi d'oro. In ciascuno dei bracci della croce è inserita un piccolo contenitore, destinato a riporre varie reliquie, e ciascuno di essi ha il coperchio scorrevole.
Il dritto della croce è adornato con quarantotto pietre, a forma di cabochon, o simbolo più (+), cinque delle quali sono intagli romani riutilizzati, ed è anche adornato con lavori in filigrana che intarsiano gemme policrome. Alcune delle pietre sono semipreziose, come granati e agate.
Il retro è ricoperto da una lamina d'oro liscia e un'iscrizione in lettere d'oro appare su ciascuno dei quattro bracci della croce. Inoltre, a ciascuna delle quattro estremità del retro della croce c'è una gemma circondata da due cerchi di piccole pietre. Sul disco centrale c'era un cammeo in agata romana, circondato da un cerchio con perle e strass. Tuttavia, questo cammeo è stato sostituito da un altro, realizzato in Germania, dopo il furto del 1977.
I cammei romani incastonati nella croce raffiguravano una giovane contadina romana, la dea Atena, una testa di capra con il corpo di un serpente e Enea che lascia la città di Troia.
Sebbene in numerose versioni araldiche la Croce degli Angeli sia raffigurata con le lettere alfa e omega appese ai bracci della croce, gli esperti di storia dell'arte non hanno ancora raggiunto un accordo sul fatto che questi simboli fossero stati presenti sulla croce sin dalla sua fabbricazione.

### Iscrizioni sul retro

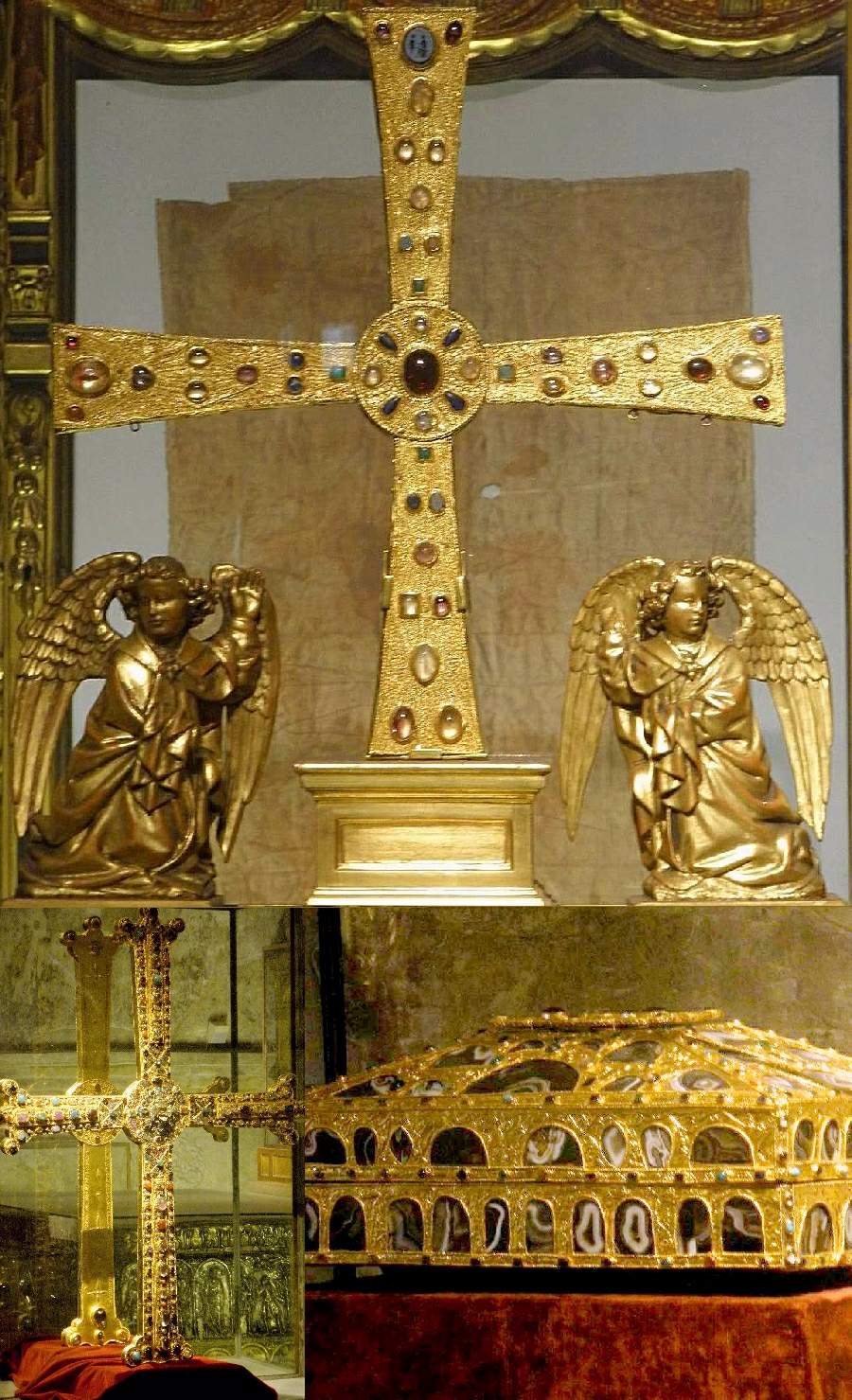
La Cassa delle agate, la Croce della Vittoria e la Croce degli Angeli. (Camera Santa di Oviedo).

Una delle iscrizioni collocate sul retro della croce porta la data in cui venne realizzata, ovvero nell'anno 808 dell'era cristiana, e il nome del donatore, che fu il monarca Alfonso II il Casto. Sempre sul retro sono presenti le seguenti frasi, in lettere d'oro:
- Braccio superiore:

"SVSCEPTVM PLACIDE MANEAT HOC IN HONORE DI OFFERT ADEFONSVS HVMILIS SERVVS XPI"
- Braccio destro (sinistro per l'osservatore):

"QVISQVIS AVFERRE PRAESVNSERIT MIHI FVLMINE DIVINO INTEREAT IPSE"
- Braccio sinistro (destro per l'osservatore):

"NISI LIBENS VBI VOLVNTAS DEDERIT MEA HOC OPVS PERFECTVM EST IN ERA DCCCXLVI"
- Braccio inferiore:

"HOC SIGNO TVETVR PIVS HOC SIGNO VINCITVR INIMICVS"